# KCG文库
KCG文庫（日语：KCG文庫）是角川集團事業品牌enterbrain發行的輕小說文庫。

## 代表作品
- （HALO[需要消歧义]/甘塩コメコ）　2011年10月29日初版發行
- カゲロウデイズ -in a daze-（Jin（自然之敵P）/Shidu）　2012年6月11日初版發行、ISBN 978-4047280595
- カゲロウデイズII -a headphone actor-（Jin（自然之敵P）/Shidu）　2012年10月11日初版發行、ISBN 978-4047283398
- カゲロウデイズIII -the children reason-（Jin（自然之敵P）/Shidu）　2013年6月11日初版發行、ISBN 978-4047289444
- カゲロウデイズIV -the missing children-（Jin（自然之敵P）/Shidu）　2013年9月11日初版發行、ISBN 978-4047290990

## 外部連結
- enterbrain （页面存档备份，存于）
- enterbrain・KCG文庫 （页面存档备份，存于）